# Gefahrübergang
Gefahrübergang ist ein zivilrechtlicher Rechtsbegriff, der im Schuldrecht den Zeitpunkt beschreibt, zu dem das Risiko der Verschlechterung oder des Verlusts der geschuldeten Sache vom Schuldner auf den Gläubiger übergeht. Der Gefahrübergang ist im täglichen Leben vor allem im Kaufrecht von großer Bedeutung.

## Rechtslage in Deutschland
Es ist zunächst zwischen Leistungsgefahr und Gegenleistungsgefahr (Preisgefahr) zu unterscheiden.

### Leistungsgefahr
Gefahr bedeutet im BGB zunächst die Leistungsgefahr, also die Gefahr, dass der Gläubiger seinen Leistungsanspruch verliert, wenn der Leistungsgegenstand untergeht. Das ist der Normalfall bei der Stückschuld: Was nicht mehr existiert, kann nicht geleistet werden – impossibilium nulla est obligatio (eine Pflicht zum Unmöglichen gibt es nicht). Bei der Gattungsschuld kann die Leistung dagegen auch dann noch erbracht werden, wenn eine Sache untergeht: nämlich mit einer anderen, gleichartigen Sache der Gattung, nach dem Grundsatz genus non perit (die Gattung geht nicht unter). Somit trägt der Schuldner die Leistungsgefahr: Er muss, wenn die Sache untergeht, erneut leisten (anders natürlich, wenn alle Gegenstände der Gattung untergegangen sind).
Diese Regelung ist für den Schuldner hart. Ihm können durch die erneute Leistung hohe Kosten entstehen. Hat er keinen Leistungsgegenstand der gleichen Gattung vorrätig, trifft ihn sogar eine Beschaffungspflicht. Deshalb sieht das Gesetz die Konkretisierung der Gattungsschuld zur Stückschuld vor, wenn der Schuldner „alles seinerseits zur Leistung Erforderliche“ getan hat, § 243 Abs. 2 BGB. Mit dieser Konkretisierung geht die Leistungsgefahr also auf den Gläubiger über: Geht der Leistungsgegenstand unter, muss der Schuldner nicht erneut leisten.
Die Bestimmung, was das „seinerseits zur Leistung Erforderliche“ umfasst, hängt von der Art der Schuld ab. Mindestens erforderlich ist das Auswählen und Aussondern der geschuldeten Sache aus der Gattung. Bei einer Bringschuld muss die Sache dem Gläubiger an dessen Wohnsitz tatsächlich angeboten werden. Bei einer Schickschuld muss die Sache einer Transportperson übergeben werden, und bei einer Holschuld genügt die nach der Aussonderung erfolgte Mitteilung an den Gläubiger, dass dieser die Sache nun abholen kann.
Aber auch ohne Konkretisierung findet nach § 300 Abs. 2 BGB ein Übergang der Leistungsgefahr statt, wenn sich der Gläubiger im Annahmeverzug befindet. Meist liegt dann aber auch eine Konkretisierung vor, es sei denn, dass der Annahmeverzug wirksam durch wörtliches Angebot begründet wurde, die Konkretisierung aber noch aussteht. Hält man § 243 BGB auf die Geldschuld wegen § 270 Abs. 1 BGB für unanwendbar, so betrifft § 300 Abs. 2 BGB daneben auch den Fall, dass der nicht angenommene Geldbetrag dem Schuldner auf dem Rückweg gestohlen wird.

### Gegenleistungsgefahr
Neben der Frage nach der Leistungspflicht kann aber ein weiteres Problem auftreten, wenn nämlich für die Leistung eine Gegenleistung (Entgelt) vereinbart war. Bei diesen synallagmatischen (bzw. gegenseitigen) Verträgen regelt das Gesetz auch, was mit der Pflicht zur Erbringung der Gegenleistung geschieht, wenn die Leistungspflicht wegen Unmöglichkeit oder aus anderen Gründen erlischt.
Als Faustregel gilt, dass das BGB in allen Paragrafen nach § 320 BGB, wo es den gegenseitigen Vertrag einführt, mit Gefahr diese Gegenleistungsgefahr meint.

#### Grundregel
Dabei geht das Gesetz von der Grundregel aus, dass wer keine Leistung erbringt, auch keinen Anspruch auf Gegenleistung hat (§ 326 Abs. 1 BGB). Die Gegenleistungs- oder Preisgefahr trägt damit grundsätzlich der Schuldner der Hauptleistung.
Zu der Grundregel des § 326 Abs. 1 BGB gibt es aber wichtige Ausnahmen, in denen die Gegenleistungsgefahr auf den Gläubiger der Hauptleistung übergeht: Er muss also die Gegenleistung erbringen, ohne die Leistung zu erhalten. Im allgemeinen Schuldrecht sieht § 326 Abs. 2 BGB das für den Fall vor, dass der Gläubiger der Hauptleistung die Unmöglichkeit der Hauptleistung allein oder überwiegend zu verantworten hat, z. B. weil er die geschuldete Sache mutwillig zerstört hatte, als sie sich noch beim Schuldner befand.
Auch wenn sich der Gläubiger im Annahmeverzug befindet und die Sache in dieser Zeit untergeht, bleibt die Pflicht zur Gegenleistung bestehen.

#### Besonderheiten im Kaufrecht
Im besonderen Schuldrecht finden sich aber zahlreiche spezielle Sonderregelungen, die diesen allgemeinen Regeln vorgehen. Der Gefahrübergang findet etwa beim Kaufvertrag gemäß § 446 BGB grundsätzlich mit der Übergabe statt. Gerät der Käufer, der Gläubiger der Hauptleistungspflicht ist, mit der Annahme in Verzug, geht die Gefahr ebenfalls auf ihn über. Wird die Sache zerstört, muss er den Kaufpreis trotzdem zahlen.
Beim Versendungskauf findet der Gefahrübergang bereits dann statt, wenn die Sache abgeschickt wurde (§ 447 Abs. 1 BGB), also z. B. mit der Übergabe an den Spediteur. Dies gilt gem. § 475 Abs. 2 BGB jedoch grundsätzlich nicht beim Verbrauchsgüterkauf: Bestellt ein Verbraucher bei einem Unternehmer eine Sache, so geht die Gefahr erst über, wenn der Verbraucher die Sache erhalten hat. Abweichende Vereinbarungen (z. B. „unversicherter Versand nur auf Gefahr des Käufers“) sind nach § 475 Abs. 1 BGB unwirksam. Ausnahmsweise wird § 447 BGB auch beim Verbrauchsgüterkauf angewendet, wenn der Käufer den Spediteur, den Frachtführer oder die sonst zur Ausführung der Versendung bestimmte Person bzw. Anstalt mit der Ausführung der Versendung beauftragt hat und der Unternehmer dem Käufer diese Person/Anstalt nicht zuvor benannt hat.
Der Zeitpunkt des Gefahrübergangs spielt im Kaufrecht auch deshalb eine besondere Rolle, weil dieser Zeitpunkt maßgeblich ist für die Sachmangelfreiheit der Kaufsache: „Die Sache ist frei von Sachmängeln, wenn sie bei Gefahrübergang die vereinbarte Beschaffenheit hat.“ (§ 434 Abs. 1 S. 1 BGB). Tritt ein Sachmangel also erst nach dem Gefahrübergang auf oder geht die Sache unter, so hat der Käufer grundsätzlich keine Gewährleistungsansprüche aus § 437 BGB. Beim Verbrauchsgüterkauf wird jedoch zugunsten des Verbrauchers innerhalb des ersten Jahres gesetzlich vermutet, dass der Sachmangel schon bei Gefahrübergang bestand. Der Unternehmer muss beweisen, dass der Mangel erst nach dem Gefahrübergang entstanden ist (Beweislastumkehr gem. § 477 BGB).
Ansprüche des Käufers aus Sachmängeln, die nach Gefahrübergang aufgetreten sind, können sich allerdings aus einer Haltbarkeitsgarantie (§ 443 BGB) ergeben.
Ob der Gefahrübergang auch für Rechtsmängel der maßgebliche Zeitpunkt ist, ist mangels ausdrücklicher gesetzlicher Anordnung umstritten. Nach anderer Ansicht ist die Sachverschaffung, also der Abschluss des Eigentumserwerbs, maßgeblich.